# Acacia disticha
Acacia disticha är en ärtväxtart som beskrevs av Bruce R. Maslin. Acacia disticha ingår i släktet akacior, och familjen ärtväxter. Inga underarter finns listade i Catalogue of Life.